# Lamokowang
 (octobre 2012).
Pour plus de détails, voir Fiche technique et Distribution.
Lamokowang est un film documentaire congolais réalisé en 2003.

## Synopsis
La calebasse est utilisée comme métaphore de l’Afrique et sa représentation du cinéma. Le rythme s’immisce dans ce film pour questionner le cinéma d’hier et aborder résolument les questions sur le cinéma de demain. Le cinéma réussira-t-il à rompre avec les clichés et les préjugés ?

## Fiche technique
- Réalisation : Petna Ndaliko
- Production : Centre d’étude et de production vidéographique
- Scénario : Petna Ndaliko
- Image : Petna Ndaliko Katondolo
- Montage : Petna Ndaliko
- Son : Antoine Tawite Bukuku Adul Salim
- Musique : Lokua Kanza Watmon Cultural Group

## Récompenses
- Zanzíbar 2004